# Lumšory
Lumšory (ukrajinsky Лумшори, slovensky Lumšur, Lumšory, maďarsky Rónafüred) jsou částí obce Turyčky, v Turie-Remetské územní komunitě (hromadě), v okrese Užhorod, v Zakarpatské oblasti na Ukrajině. Jsou zde lázně. V roce 2025 zde žilo 84 obyvatel.

## Historie
Zdejší (tehdy primitivní) lázně jsou zmiňovány již v 17. století. Do uzavření Trianonské smlouvy byla ves součástí Uherska, poté byla součástí Československa. Od roku 1945 byla součástí Ukrajinské sovětské socialistické republiky, která byla součástí SSSR. Od roku 1991 je součástí nezávislé Ukrajiny.
V letech 1751 až 1906 zde byla dřevěná cerkev sv. Michala.

## Turistické zajímavosti
- Dřevěna cerkev svatého Basilea Velikého, z roku 2015
- Zvonice, z roku 1942
- Sirný pramen
- Lázně Lumšory
- Lumšorské vodopády
- Sokolí skály, ornitologická rezervace